# 阿塔卡马大区
阿塔卡马大区（西班牙語：III Región de Atacama）是智利从北至南的第4个行政大区，有三个省组成：查尼亚拉尔省、科皮亚波省和瓦斯科省。首府科皮亚波（Copiapó），位于首都圣地亚哥以北806公里。